# Enílton Menezes de Miranda
Enílton Menezes de Miranda (født 11. oktober 1977) er en tidligere brasiliansk fodboldspiller.